# Pedro Pierluisi
Pedro Rafael Pierluisi Urrutia (San Juan (Puerto Rico), 26 april 1959) is een Puerto Ricaans politicus van de Partido Nuevo Progresista en van de Democratische Partij. Hij was onder meer de Resident Commissioner van Puerto Rico in het Amerikaanse Huis van Afgevaardigden (2009–2017) en gouverneur van Puerto Rico (2021–2025). Het gouverneurschap bekleedde hij ook al kortstondig in augustus 2019, als vervanger van de vroegtijdig opgestapte Ricky Rosselló. Zijn benoeming kreeg toen echter geen steun van de senaat van Puerto Rico en werd door het hooggerechtshof ongrondwettelijk verklaard.

## Opleiding en gezin
Pierluisi werd geboren in 1959 in San Juan en ging naar school in Guaynabo. Daarna studeerde hij aan de Tulane University in New Orleans, Louisiana en aan de George Washington-universiteit in Washington DC. Na zijn studies werd hij actief als advocaat in Washington DC. Een van zijn belangrijkste zaken omvatte het verkrijgen van een schadevergoeding van $180 miljoen voor Peru in een zaak over speculatie in de zilvermarkt. Pierluisi is getrouwd met María Elena Carrión, een ondernemer en investeerder. Samen hebben ze drie zonen en een dochter.

## Politieke carrière
Van 1993 tot 1996 was hij minister van Justitie onder toenmalig gouverneur Pedro Rosselló. In 2007 kondigde hij zijn kandidatuur aan om Resident Commissioner van Puerto Rico te worden. Hij werd na voorverkiezingen binnen de Partido Nuevo Progresista de running mate van Luis Fortuño, de zittende Resident Commissioner en kandidaat voor het gouverneurschap. Fortuño en Pierluisi hadden samen in de schoolbanken gezeten en waren ook actief geweest binnen dezelfde studentenorganisatie. In 2008 werden beiden verkozen met 53% van de stemmen, en haalden ze voor de eerste keer in de Puerto Ricaanse geschiedenis meer dan een miljoen stemmen. Pierluisi legde in 2009 de eed af bij de voorzitter van het Huis van Afgevaardigden, Nancy Pelosi. 
In 2009 diende hij een wetsvoorstel in, gebaseerd op een voorstel van zijn voorganger Luis Fortuño, om een referendum te organiseren betreffende de politieke status van Puerto Rico. Pierluisi's PNP is er voorstander van om de status van gemenebest en unincorporated territory van de Verenigde Staten om te vormen tot een volwaardige deelstaat. Het wetsvoorstel werd goedgekeurd met 223 stemmen tegen 169. Op 6 november 2012 werd het referendum dan ook gehouden, waarbij 54% van de Puerto Ricanen stemden om de politieke status te wijzigen en 61% om een volwaardige staat te worden. Tijdens dezelfde verkiezingen werd Pierluisi herkozen met 48% van de stemmen, gouverneur Luis Fortuño verloor nipt.

### Gouverneurschap
In 2016 streed Pierluisi mee voor het gouverneurschap van Puerto Rico, maar werd hij in de voorverkiezingen verslagen door zijn partijgenoot Ricky Rosselló, die uiteindelijk gouverneur werd. In juli 2019 kwam Rosselló zwaar onder vuur te liggen na het uitlekken van homofobe en vrouwonvriendelijke tekstberichten van een Telegram-chat tussen hem en topmedewerkers. Grote protesten dwongen Rosselló uiteindelijk tot aftreden, wat hij deed op 2 augustus 2019. Enkele dagen eerder was Pierluisi door Rosselló aangewezen als Secretary of State, de eerste in lijn van opvolging voor het gouverneurschap. Pierluisi trad aan zonder de steun af te wachten van de senaat van Puerto Rico, wat enkele dagen later door het hooggerechtshof ongrondwettelijk werd verklaard. Pierluisi diende direct op te stappen en werd opgevolgd door minister van justitie Wanda Vázquez Garced.
Het incident weerhield Pierluisi er niet van om zich opnieuw verkiesbaar te stellen bij de gouverneursverkiezingen van 2020. In de voorverkiezingen van zijn partij, waarbij hij tegenover Vázquez Garced kwam te staan, wist hij de nominatie, in tegenstelling tot vier jaar eerder, nu wel te veroveren. In de algemene verkiezingen versloeg hij vervolgens ook de andere kandidaten (onder wie Carlos Delgado Altieri van de PPD), waarmee Pierluisi verkozen werd tot de nieuwe gouverneur van Puerto Rico. Zijn inauguratie vond plaats op 2 januari 2021. 
Kort na zijn aantreden braken op de eilanden Vieques en Culebra, die tot Puerto Rico behoren, protesten uit tegen de gebrekkige verbinding met het hoofdeiland. Pierluisi beloofde hierop verbeteringen met betrekking tot de veerdienst. Tijdens zijn gouverneurschap zette Pierluisi zich ook opnieuw in om van Puerto Rico een volwaardige Amerikaanse staat te maken. Gesteund door de referenda van 2020 en 2024, waarbij een meerderheid van respectievelijk 52% en 58% vóór dit plan stemde, oefende hij druk uit op het Amerikaanse Congres.
Bij de gouverneursverkiezingen van 2024 stelde Pierluisi zich herkiesbaar voor een tweede termijn. Tijdens de voorverkiezingen van de PNP kreeg hij echter stevige concurrentie van zijn conservatievere partijgenoot Jenniffer González-Colón, die vanaf 2017 Resident Commissioner was geweest. González-Colón kreeg ruim 54% van de stemmen, versloeg daarmee Pierluisi (45%) en won ook de uiteindelijke verkiezingen. Op 2 januari 2025 kwam een einde aan Pierluisi's gouverneurschap.
- Gemeinsame Normdatei: 1198363630
- SNAC: w629108h
- Biographical Directory of the United States Congress: P000596
- Virtual International Authority File: 4309157282929403640003